# Janczowa
Janczowa – wieś w Polsce, położona w województwie małopolskim, w powiecie nowosądeckim, w gminie Korzenna.
W latach 1975–1998 wieś administracyjnie należała do województwa nowosądeckiego. Janczowa liczy 551 mieszkańców i obejmuje obszar 521,23 ha.
Janczowa położona jest w regionie Pogórza Rożnowskiego, które rozciąga się pomiędzy dolinami rzek Dunajec i Biała. Najwyższym wzniesieniem w okolicy jest Dąbrowska Góra (583 m) i Kobylnica (579 m) leżąca w granicach Miłkowej: całkowicie odkryte, niezalesione, pokryte polami uprawnymi wzniesienie Pogórza Rożnowskiego, które uchodzi za jeden z najlepszych punktów widokowych na Pogórzu Rożnowskim. 
W Janczowej działa szkoła podstawowa, a także kaplica pod wezwaniem św. Kingi, poświęcona 13 sierpnia 1995 r. przez bp. Jana Styrnę. 
W 2008 r. powstało „Stowarzyszenie Rozwoju Wsi Janczowa: Janczowska Wspólnota” Aktywnie działa Zespół Regionalny "Janczowioki" oraz zespół „Małe Janczowioki” założone w 2008 r. przez Marię Kogut. Mieszkaniec Janczowej Łukasz Michalik prowadzi "Klub Karate Kyodokyokushin RONIN Korzenna". 

## Integralne części wsi
| SIMC    | Nazwa   | Rodzaj    |
| ------- | ------- | --------- |
| 0435672 | Brzezie | część wsi |
| 0435689 | Folwark | część wsi |
| 0435695 | Łąki    | część wsi |
| 0435703 | Ulesie  | część wsi |

## Historia
Pierwsze znane świadectwo o Janczowej zamieszczone jest w „Księgach ziemskich krakowskich” (Acta terrestria Cracoviensia) i datowane na 22 lipca 1404, kiedy to Tomasz Trzecieski herbu Strzemię kupił za 400 grzywien od Ottona z Tochołowa herbu Topór, kanonika i scholastyka krakowskiego, rektora Uniwersytetu Krakowskiego oraz jego bratanków, wieś Janczową w parafii Siedlce, a także części w Stróżach Wyżnych i Niżnych w parafii Wilczyska oraz Przydonicy.
Kolejne wzmianki o Janczowej w dokumentach XV i XVI w. przedstawione są pod opracowanym przez Zofię Leszczyńską-Skrętową hasłem "Janczowa" w "Słowniku historyczno-geograficznym ziem polskich w średniowieczu".
Według zapisów w Księgach ziemskich krakowskich w 1501 r. Janczowa należała do powiatu czchowskiego. W zapisach z 1536 r. oraz 1581 r. zaliczana była już do powiatu sądeckiego.
W 1585 r. nastąpiło rozgraniczenie wsi Janczowa od wsi Łyczana i Trzeciesz [dziś Trzycierz] polegające na usypaniu trzech kopców narożnych: Pierwszy z nich na południe od wsi Trzeciesz, drugi na zachód od Janczowej, trzeci na wschodzie od Łyczanej.
Od początku XV wieku Janczowa, wioska rycerska, należała do przedstawicieli rodziny Trzecieskich, która wydała wiele wybitnych postaci z Andrzejem Trzecieskim na czele. W dokumentach z XV i XVI wieku wielokrotnie pojawiają się zapisy dotyczące tych dóbr. Wiemy, że w 1463 r. bracia Jakub, Stanisław i Jan z Trzeciesza podzielili posiadłości Trzecieskich. Jakub i Stanisław otrzymali m.in. po połowie wsi Janczowa. Zgodnie z zapisem z 16 maja 1463 "Jakub Trzeceski oświadczył, że otrzymał tysiąc marek wspólnej monety krakowskiej jako pożyczkę od Katarzyny, wdowy po Jaksie, dziedziczki z Małej Łososiny. Na poczet tych tysiąca marek zastawił jej całe swoje wsie: Andrzejowice, Stroszyna i połowę Janczowej, które przypadły mu w udziale w wyniku działu majątku przeprowadzonego z braćmi...". 
W 1475 r. Jakub z Trzecieszy pozwał brata Stanisława, Jana i Gotarda o zabranie po śmierci jego matki następujących ruchomości z domu w Janczowej: szuba, 2 torlopy (błamy) z kun, 2 szuby podbite wiewiórkami, 8 korabielników wartości 2 florenów, kielich srebrny, 6 talerzy cynowych, 4 łyżki srebrne, 4 garnki żelazne, 1 wielki garnek, 3 postawce [sztuki jedwabiu], łóżka, pierzyny, poduszki, ręczniki, 4 wałki płótna, kołnierze, 4 czapki z popielic i 2 z soboli, 2 płaszcze, płaszcz amsterdamski, płaszcz florencki, letni płaszcz adamaszkowy, płaszcz haraszowy, oraz o wybranie z Janczowej 20 grzywien czynszu łącznie na szkodę 100 grzywien. 
W 1487 r. Jakub z Trzecieszy zastawił za 60 grzywien i 100 florenów węgierskich połowę Janczowej Janowi z Trzecieszy. W 1494 r. bracia Adam, Tomasz, Jan i Andrzej z Trzecieszy podzielili swe dobra: Tomaszowi, Janowi i Andrzejowi przypadają wsie: Lipnica [Wielka], Nieczwia [dziś Niecew] i Janczowa. 
W 1501 r. bracia Stanisław, Jakub i Andrzej z Trzecieszy, poręczając za swego br. Tomasza, zastawiają za 214 florenów Janowi Susowi z Kwiatkowa całą swoją wieś Trzeciesz i połowę wsi Janczowa. Jan winien wykupić 40 grzywien u szlachetnego Bartosza. 
W 1502 r. Marcin z Kwiatkowa zwany Sus zapisał swej żonie Jadwidze 200 florenów wiana i 200 florenów posagu na dobrach, które zastawiał, m.in. na Trzecieszy i Janczowej
1507 br. Stanisław i Jakub z Trzecieszy sprzedali za 700 florenów Tomaszowi Trzecieskiemu z Nieczwi [Niecwi], swemu br. stryjecznemu, całe swoje wsie Zimnawódka i Pławna oraz część wsi Janczowa. W 1509 r. wyżej wymieniony Tomasz poręczył Stanisławowi Wielogłowskiemu z Jurkowa za Zygmunta Rożna z Mogilna zwrot 340 florenów ewentualnym wwiązaniem w swe wsi: Nieczwia, Lipnica [Wielka] i Janczowa. 
W latach 1470-80 dziesięcina snopowa i konopna z łanów kmieckich należały do biskupa krakowskiego, natomiast dziesięcina z folwarku do plebana w Siedlcach. W 1529 r. dziesięcina snopowa miała wartość 14 grzywien 1 grosza z Janczowej i Trzecieszy. Dziesiecina należna biskupowi w dziesięcinnym kluczu sądeckim wartości 12 groszy, a dziesięcina z ról folwarcznych plebanowi w Siedlcach. Janczowa od samego początku swojego istnienia należała do parafii w Siedlcach, która istniała już przed rokiem 1325 a proboszczowie byli kapelanami klasztoru Sióstr Klarysek w Starym Sączu. 
W ciągu kolejnych wieków Janczowa miała wielu właścicieli. Rejestr dóbr ziemskich z lat 1578 – 1581 podaje, że wieś należy do Szczęsnego Feliksa Wielopolskiego herbu Starykoń. Rejestr poborowy woj. krakowskiego z roku 1629 na stronie 506 podaje, że wieś należała do Gabriela Kęmpińskiego. Jezuita Jan Sygański w swoim dobrze opartym na źródłach dziele Z życia domowego szlachty sandeckiej w epoce dynastii Wazów podaje, że w 1655 r. 20 grudnia, puścił się Kazimierz Rożen (dzierżawca wsi Łyczana sic!) na czele 150 chłopów do Janczowej, majątku braci Olbrachta i Samuela Kempińskich; tu także brali, co pod oczy wpadło: złoto, srebro, szaty, bydło i konie. Inne gromady chłopskie rabowały w tym czasie dwory aryańskie w dolinie rzeki Białej poniżej Grybowa. Wyjaśnia on, że rozruchy chłopskie skierowane były przeciwko Aryanom w Sandeckiem dlatego, że sprzyjali Szwedom. Wynika z tego, że ówcześni właściciele Janczowej zaliczali się do braci polskich, lub im przynajmniej sprzyjali.  
Wiadomo, ze jednym z dziedziców dóbr w Janczowej był Jan Stadnicki, w latach 1661-1683 burgrabia zamku sadeckiego. We wsi był w tym czasie folwark szlachecki oraz gospodarstwa 6 kmieci na półłankach [połowie łanu], 2 zagrodników z rolą i karczma na 2 prętach (1/6 łanu). W roku 1680 właścicielem wsi był już Gabriel Miłkowski.  
Autor hasła "Janczowa" w trzecim tomie "Słownika geograficznego Królestwa Polskiego i innych krajów słowiańskich" opublikowanego w 1882 r., wśród właścicieli wymienia Gostkowskich, Zdanowskich i Antoniego Skąpskiego.  
Jednym z właścicieli dziedzicznych Janczowej był baron Floryan Gostkowski (1806-1852) herbu Gozdawa. Z rodziny Zdanowskich, właścicieli Janczowej, znany jest Tymoteusz, syn Kazimierza i Józefy Gostkowskiej. Potwierdzeniem, że był on dziedzicem Janczowej jest zapis w metryce urodzenia jego córki Józefy Ludwiki z 1833 roku (urodzona w 1829 r., metrykę sporządzono w 1833 roku). "Komisja Ministerialna dla zniesienia ciężarów gruntowych w Krakowie", dokumentując w latach 1851-1855 stan "Dominium Janczowa" świadczy, że należało ono do Julii Zdanowskiej. Dokument ten powstał w efekcie zniesienie pańszczyzny w Galicji. Nastąpiło ono na mocy ustawy przyjętej 31 sierpnia 1848 r. w parlamencie austro-węgierskim, którą cesarz Ferdynand ogłosił jako patent cesarski 7 września 1848 r. Reforma przeprowadzona została za odszkodowaniem dla dziedziców. W Janczowej uwłaszczeniem zostało objęte 38 gospodarstw chłopskich o łącznym areale 342 morgów (1573 sążni).  
Antoni Skąpski kupił w 1871 r. folwark w Janczowej od Apolinarego Zielińskiego i gospodarował do 1892 r., kiedy to sprzedał rozparcelowany majątek rodzinom góralskim pochodzącym najprawdopodobniej z okolic Białki Tatrzańskiej. Antoni Skąpski (1813-1914) był nietuzinkową postacią, działał w Towarzystwie Demokratycznym Polskim i brał udział w 1846 roku w przygotowaniach do powstania w Sądeckim, za co został aresztowany i skazany na śmierć, lecz wyrok zmieniono mu 10 lat więzienia w twierdzy Spielberg [Špilberk]. Zwolniono go po 2 latach, w wyniku wydarzeń związanych z Wiosną Ludów. Pozostawił on po sobie pamiętniki wydane w tomie: "Nadziei promienie. Trzy pamiętniki z XIX wieku" pod tytułem: "Pamiętnik dla moich dzieci i wnuków pisany przez lat kilka zacząwszy od r. 1880". Jego dwóch synów z pierwszego małżeństwa uczestniczyło w powstaniu styczniowym. Franciszek (1840-1863) zginął 22 września 1863 w bitwie pod Ciernią na północ od Jędrzejowa. Zygmunt Stanisław (1843-1907) po powstaniu ukończył szkołę w Dublanach. Ożenił się w Brzostku, miał dwóch synów. Pracował w majątku Kosienice, a potem przeniósł się do Krakowa, gdzie zmarł. W Janczowej urodził się i spędził młodość Jan Skąpski, syn Antoniego, który również jest autorem wspomnień. Opowiada w nich między innymi o swoim dzieciństwie i młodości spędzonej w Janczowej.

## Emigracja z Janczowej do USA
Na podstawie pobieżnej kwerendy manifestów okrętowych, nazywanych także listami pasażerów można stwierdzić, że od 1907 r., do wybuchu I wojny światowej z Janczowej do Stanów Zjednoczonych wyjechało ponad 20 osób. W manifestach okrętowych pojawiają się następujące nazwiska mieszkańców, lub osób związanych z Janczową: Hollander, Isawiarski [Stawiarski], Jamroz, Kalita [Kaleta], Karpil, Kobylarczyk, Kubisz, Matusik, Panitz, Shimak (Ślimak), Śliwa, Trybuch, Waligóra, Wandas, Zuchowicz. Wyjeżdżali oni przez Bremę lub Hamburg i na Ellis Island, u stóp Statuy Wolności, byli rejestrowani w urzędzie migracyjnym. Dzięki zdigitalizowaniu dokumentów migracyjnych można dzisiaj stosunkowo łatwo odnaleźć świadectwa przyjazdu do Stanów Zjednoczonych prawie wszystkich osób przybyłych po 1907 r., natomiast dzięki danym z kolejnych, przeprowadzanych co dziesięć lat spisów powszechnych, dokumentów dotyczących naturalizacji poszczególnych osób, wojskowych kart rejestracyjnych, innych dokumentów można prześledzić losy osób, które pozostały w USA. Można zauważyć, że stosunkowo duża część Janczowiaków emigrowała do miasta Ansonia w stanie Connecticut w hrabstwie New Haven, gdzie mieści się między innymi jeden z najbardziej znanych na świecie Uniwersytet Yale.    

## Liczba Mieszkańców Janczowej
Na podstawie dostępnych "online" w elektronicznej bibliotece KUL Schematyzmów Diecezji Tarnowskiej można prześledzić liczbę katolików podawaną przez proboszczów z Siedlec. Poniższa tabela ilustruje dynamikę wzrostu w latach od 1855 do 1939 r. W związku z tym, że od czasów józefińskich w zaborze austriackim parafie pełniły w pewnej mierze obowiązki dzisiejszych Urzędów Stanu Cywilnego, schematyzmy można traktować jako stosunkowo wiarygodne źródło informacji. Wg tych danych w 1853 r. w Janczowej mieszkało 265 osób. W ciągu następnych lat ich liczba wzrastała corocznie o kilka osób. W latach 1876 i 1885 wzrost wynosił ponad 10 osób, natomiast pomiędzy 1889 a 1900 r. przybyło 79 osób. Było to związane z parcelacją i sprzedażą gruntów należących do folwarku i napływem nowych rodzin, które kupiły ziemię. Na progu I wojny światowej, w 1914 r. Janczowa liczyła 551 mieszkańców wyznania katolickiego. Po zakończeniu wojny z bolszewikami, wg schematyzmu z 1921 r. liczba mieszkańców się zmniejszyła do 505 osób. W dwudziestoleciu międzywojennym liczba mieszkańców Janczowej systematycznie rosła: w 1939 r. było to 675 osób, czyli ponad 100 osób więcej niż w latach dwudziestych XXI w.
| Rok  | Liczba mieszkańców |
| 1855 | 269                |
| 1861 | 372                |
| 1865 | 301                |
| 1870 | 308                |
| 1875 | 321                |
| 1880 | 342                |
| 1894 | 400                |
| 1902 | 451                |
| 1916 | 550                |
| 1926 | 641                |
| 1936 | 675                |
| 1939 | 675                |

Wg aktualnych danych Urzędu Gminy Korzenna w 2015 r. Janczowa liczy mieszkańców 551, czyli prawie dokładnie tyle ile w 1916 r.  
Wg "Słownika geograficznego Królestwa Polskiego i innych krajów słowiańskich" cała wieś liczyła 39 domostw i 340 mieszkańców, co odpowiada danym, które znajdujemy w Schematyzmach duchowieństwa diecezji tarnowskiej dla lat osiemdziesiatych i dziewięćdziesiatych XIX w. 
Ze wspomnień mieszkańców i innych źródeł wiemy, że w Janczowej mieszkali także Żydzi. W "Schematyzmach" podawana jest tylko ogólna liczba osób wyznania mojżeszowego zamieszkująca w całej parafii Siedlce. W 1836 r. były to 22 osoby, natomiast w 1939 r. 110 osób. Dokumenty migracyjne zachowanie w USA świadczą np., że w 1910 r. z Janczowej do USA wyemigrowała siedemnastoletnia Salomca Hollander, córka Dawida i Natali. W Archiwum Narodowe w Krakowie Oddział w Nowym Sączu przechowuje dokumenty dotyczące "majątku opuszczonego" przez Naftalego Hollander i Gittli Holem.    

## Szkoła w Janczowej[53]
W Janczowej nauczanie dzieci chłopskich było organizowane od 1867 roku. Na początku w formie szkoły zimowej, w której nauczanie trwało około 4 miesięcy, a na jej utrzymanie płaciła gmina. W 1908 r. Rada szkolna krajowa zorganizowała jednoklasowa szkołę ludową, która rozpoczęła swą działalność 10 października tegoż roku. Pierwszym nauczycielem został mianowany Felicyan Pisarski, z płacą 700 Koron rocznie. Nauki religii udzielał w tutejszej szkole wikariusz z parafii Siedlce, ks. Julian Lesiak. W roku 1909/10 obowiązanych do uczęszczania do szkoły było 105, a uczęszczało 92 dzieci. Z dniem 1 października 1912 roku Rada szkolna okręgowa Nowy Sącz zamianowała nauczycielem Jana Borucha 
W roku szkolnym 1914/15 wybuchała I wojna światowa. Nauka w listopadzie została przerwana wskutek inwazji rosyjskiej, która trwała sześć tygodni od 15 listopada do 23 grudnia. W jesieni 1922 roku rozpoczęto budowę drewnianej szkoły. 8 lutego 1924 r. odbyło się uroczyste poświęcenie szkoły przez ks. Jana Kozę, proboszcza z Siedlec. W 1926 roku nauczycielem została Zofia Biernacik, po mężu Śmierciak, która pracowała w Janczowej aż do 1972 roku, kiedy odeszła na emeryturę. W 1937 r. szkoła w Janczowej uzyskała status Publicznej Szkoły Powszechnej Stopnia Pierwszego. W latach II wojny światowej szkoła służyła Niemcom za noclegownię i magazyn, w którym przechowywali zebrane jako kontyngent zboże i inne produkty. W czasie, gdy stacjonowało tam wojsko, nauki nie było. Po odzyskaniu niepodległości szkoła zaczęła funkcjonować regularnie. Ponownie zaistniała potrzeba wynajmowania są na izby lekcyjne. 
15 września 1968 roku wieś doczekała się większej, nowej i murowanej szkoły, która została wybudowana w dużej mierze dzięki pracy społecznej jej mieszkańców. W 2006 roku szkole podstawowej w Janczowej nadano imię Św. Kingi. W lutym 2024 r. została uroczyście otwarta nowoczesna sala gimnastyczna. 

## Ochotnicza Straż Pożarna
Ochotnicza Straż Pożarna w Janczowej została założona w 1985 roku. Jednostka działa poza strukturami Krajowego Systemu Ratowniczo-Gaśniczego (KSRG).OSP Janczowa to jednostka kategorii S-1, co oznacza, że w jej podziale bojowym znajduje się jeden samochód pożarniczy. Jest nim Iveco Eurocargo 100E18.